# Stefan Brönneke
Stefan Brönneke (* 16. Mai 1964 in Hamburg) ist ein deutscher Synchronsprecher und Filmregisseur.

## Leben
Brönneke wuchs als Sohn des Schauspielers Reiner Brönneke und dessen Frau, der früheren Tänzerin und Likörfabrikantin Meike Dreckmann, in Hamburg und Hamfelde (Lauenburg) auf. Bis 1983 besuchte er das Gymnasium Lerchenfeld in Hamburg. Ab 1984 machte er ein zweijähriges Volontariat bei SAT.1, bevor er 1989 an das American Film Institute in Los Angeles ging, wo er sein Regiestudium absolvierte. Neben seiner Regiearbeit bei TV-Serien, Hörspielen, Kurzfilmen und Computerspielen leiht er seit seiner Kindheit verschiedenen Figuren seine Stimme. Er ist Stammsprecher für Zach Galifianakis und synchronisiert ihn in vielen seiner Film- und TV-Auftritte.
Die Schauspielerin Gesa Dreckmann ist seine Cousine.

## Synchronrollen (Auswahl)

### Filme
- 1952: Für Henry Brandon in Dschingis Khan – Die goldene Horde als Yuchi, Sohn des Khan (Neusynchro)
- 1962: Für Gary Lockwood in Das Zauberschwert als Sir George
- 1978: Für Steve Guttenberg in The Boys from Brazil als Barry Kohler (2. Synchro für VHS)
- 1987: Für T.K. Carter in Amazonen auf dem Mond oder Warum die Amerikaner den Kanal voll haben als Gastgeber
- 1993: Für Roman Cardwell in Only the Strong als Shay
- 2006: Für Akio Otsuka in Naruto: The Movie 3 – Die Hüter des Sichelmondreiches als Michiru Tsuki (Synchro im Jahr 2015)
- 2006: Für Glenn Plummer in El Cortez als Jack Clay
- 2015: Für Timo Kahilainen in Heavysaurus – Ein rockiges Steinzeit-Abenteuer als Mökö

### Serien
- Für Zach Galifianakis in Boston College als Bobby
- Für Zach Galifianakis in Tru Calling – Schicksal Reloaded als Davis
- Für Christian Slater in The Equalizer als Michael Winslow

## Hörspiele
- 1980: TKKG (Folge 8: Auf der Spur der Vogeljäger) als Ferdinand Kaufmann
- 1984: TKKG (Folge 29: Hundediebe kennen keine Gnade) als Rocker
- 1984–1985: Tom und Locke (Folgen 1, 3, 7–10, 12) als Michael "Mike" Rehm
- 1985: TKKG (Folge 43: Gefangen in der Schreckenskammer) als Horst Obermeier
- 1989: TKKG (Folge 68: Rauschgift-Razzia im Internat) als Raimund Fieslinger
- 1993: TKKG (Folge 85: Freiheit für gequälte Tiere) als Fotograf Felch
- 1993: TKKG (Folge 86: Die Schatzsucher-Mafia schlägt zu) als Jochen Ratzke
- 1979–2004: Die drei ??? (Folgen 1, 4, 22, 44, 53, 56, 118) verschiedene Rollen
- 2006: TKKG (Folge 151: Gekauftes Spiel) als Jack Milburn